# Spirídon Vasdékis
Spirídon Vasdékis (Grecia, 23 de enero de 1970) es un atleta griego retirado especializado en la prueba de salto de longitud, en la que consiguió ser medallista de bronce europeo en pista cubierta en 1996.

## Carrera deportiva
En el Campeonato Europeo de Atletismo en Pista Cubierta de 1996 ganó la medalla de bronce en el salto de longitud, con un salto de 8.03 metros, tras el sueco Mattias Sunneborn (oro con 8.06 metros) y el rumano Bogdan Tarus.